# Kleingebiet Kapuvár-Beled
Das Kleingebiet Kapuvár-Beled (ungarisch Kapuvár-Beledi kistérség) war bis Ende 2012 eine ungarische Verwaltungseinheit (LAU 1) innerhalb des Komitats Győr-Moson-Sopron in Westtransdanubien. Im Zuge der Verwaltungsreform Anfang 2013 gingen alle 18 Ortschaften in den Kreis Kapuvár (ungarisch Kapuvári járás) über, der zudem noch um die Ortschaft Répceszemere aus dem Kleingebiet Sopron-Fertőd erweitert wurde.
Ende 2012 zählte das Kleingebiet auf 362,72 km² Fläche 23.409 Einwohner. Die Bevölkerungsdichte des Kleingebiets lag mit 65 Einwohnern/km² etwa ein Drittel unter dem Komitatsdurchschnitt.
Der Verwaltungssitz Befand sich in Kapuvár (10.498 Ew.), Beled besaß ebenso Stadtrechte und zählte Ende 2012 2.656 Einwohner.

## Ortschaften
| Babót       | Beled    | Cirák     | Dénesfa  | Edve     |
| Gyóró       | Himod    | Hövej     | Kapuvár  | Kisfalud |
| Mihályi     | Osli     | Rábakecöl | Szárföld | Vadosfa  |
| Vásárosfalu | Veszkény | Vitnyéd   |          |          |

Bis 2007 gehörte auch die Gemeinde Agyagosszergény zum Kleingebiet Kapuvár-Beled, wurde dann jedoch dem Kleingebiet Sopron-Fertőd zugeteilt.